# Докани (Васлуј)
Докани (рум. Docani) насеље је у Румунији у округу Васлуј у општини Виндереј. Oпштина се налази на надморској висини од 171 m.

## Становништво
Према подацима из 2002. године у насељу је живело 683 становника, од којих су сви румунске националности.